# .pa
‎.pa‏ دامنه اینترنتی اختصاص داده شده به کشور پاناما است. 